# Bucura
Bucura – wysokogórskie jezioro w Rumunii.
Jezioro znajduje się w Masywie Retezat u podnóża szczytu górskiego – Vârful Peleaga (2509 m n.p.m.), w cyrku lodowcowym Bucura. Jezioro znajduje się w granicach Parku Narodowego Retezat. Lustro wody położone jest na wysokości 2040 m n.p.m. Maksymalna głębokość jeziora wynosi 15,5 m. Zajmuje powierzchnię około 0,105 km². Objętość wód wynosi 625 tys. m³. Jego rozmiary wynoszą 550 m na 225 m.
Jezioro zasilane jest pięcioma potokami. Z jeziora wypływa jeden potok o natężeniu przepływu około 250 litrów na sekundę, który uchodzi do znajdującego się poniżej (1910 m n.p.m.) jeziora Lia.